# 오타촌 (가가와현)
오타촌(일본어: 太田村)은 일본 가가와현 가가와군에 설치되었던 촌이다. 현재의 다카마쓰시에 해당한다.

## 역사
원래는 논이 펼쳐진 순수 농업지역으로, 특히 복석은 소작쟁의 후세이시 사건의 무대가 된 것으로 유명하다.
- 1890년 2월 15일 - 정촌제 시행에 수반해, 오타촌, 후세이시촌,마쓰나와촌, 후쿠오카카미촌, 이마사토촌의 구역을 가지고 성립하였다.
- 1940년 2월 10일 - 다카마쓰시에 편입해, 동일 오타촌은 폐지되었다.

## 인구
- 1920년 3,927명
- 1925년 4,133명
- 1930년 4,552명
- 1935년 4,835명

## 참고 문헌
- 角川日本地名大辞典編纂委員会, 『角川日本地名大辞典 43 香川県』, 1985, 角川書店
- 青井常太郎 編『讃岐香川郡志』香川県教育会香川郡部会、高松市、1934年12月8日。doi:10.11501/1043830。 NCID BN1081377X。OCLC 673722448。
- 高松市史編修室 編『新修高松市史』 第1、高松市役所、高松市、1964年12月15日。doi:10.11501/3030912。 NCID BN05923101。OCLC 672588589。
- 高松市史編修室 編『新修高松市史』 第3、高松市役所、高松市、1969年2月15日。doi:10.11501/3030978。 NCID BN05923101。OCLC 703819378。